# Melkor
Melkor, posteriormente Morgoth, também apelidado de Morgoth Bauglir, é um personagem fictício da Terra-média, criado pelo professor e filólogo britânico J. R. R. Tolkien. Ele é o principal antagonista de O Silmarillion, Os Filhos de Húrin, Beren e Lúthien, A Queda de Gondolin e é mencionado brevemente em O Senhor dos Anéis. Em quenya, o seu nome significa "aquele que se ergue em poder".
Melkor era o mais poderoso dos Ainur, mas virou-se para a escuridão e se tornou Morgoth, o antagonista definitivo de Arda, de quem deriva todo o mal no mundo da Terra Média, em última análise. Sauron, um dos Maiar de Aulë, traiu sua espécie e se tornou seu servo e tenente-general de seus exércitos.
Morgoth foi o principal agente do mal em O Silmarillion, e sua influência permaneceu na criação, mesmo depois que foi expulso do mundo para o vazio exterior. Seu exemplo forneceu às eras posteriores um conto de advertência contra o orgulho, a ira, a inveja, o desejo de poder e ganância - e a destruição destas puniu a si mesmo e aos outros.

## Nome
O nome de Morgoth é de origem sindarin (um dos idiomas inventados por Tolkien) e significa "O Sinistro Inimigo do Mundo"; Bauglir também é sindarin, que significa "Tirano" ou "Opressor". "Morgoth Bauglir" é na verdade um epíteto: o seu nome em Ainulindalë (o mito da criação da Terra Média e primeira seção de O Silmarillion) é Melkor, que significa "Aquele que se levanta em Poder" em Quenya, outro dos idiomas de Tolkien. Isso também é um epíteto, pois ele, como todos os Ainur, tinha outro nome verdadeiro em Valarin (no legendário, a linguagem dos Ainur antes do início do tempo), mas este nome não foi gravado. O equivalente Sindarin de Melkor era Belegûr, mas nunca foi usado; em vez disso um nome deliberadamente semelhante Belegurth, que significa "Grande Morte", foi empregado.
Melkor não foi chamado de "Morgoth" até destruir as Duas Árvores, assassinar Finwë e roubar as Silmarils na Primeira Era. O nome mais escuro foi então lhe dado por Fëanor, filho de Finwë; e os Elfos o chamaram, posteriormente, só por esse nome. Como Sauron, ele teve uma série de outros títulos: Senhor das Trevas, o Poder Negro do Norte e Grande Inimigo. Os Edain chamaram-no o Rei das Trevas e do Poder Escuro; numenorianos corrompidos por Sauron o chamaram de Senhor de Todos e de Doador da Liberdade.

## História

### Ainulindalë
Antes da criação de Arda (o Mundo), Melkor era o mais poderoso dos Ainur. Por causa de sua posição única, ele procurou criar vontades na forma de seu próprio Criador, então ele só se arriscaria por vezes, ao Vazio em busca da Chama Imperecível, o Fogo Secreto, que iria conceder-lhe essa capacidade. Mas nunca a encontrou, assim como foi com Eru. Ele tinha procurado preencher o vazio com os seres sencientes e estava insatisfeito com o abandono dele por Eru. Em vez disso, no qual esperava ser uma expressão de sua própria originalidade e criatividade, ele sustentou com Eru (Deus) na Música dos Ainur, introduzindo o que ele percebeu ser temas de sua autoria.
Ao contrário de seu companheiro Ainu Aulë, Melkor era orgulhoso demais para admitir que suas criações eram simplesmente as descobertas totalmente possíveis graças, e, portanto, "pertencem" a, Eru. Em vez disso, Melkor aspirava ao nível de seu pai, o verdadeiro Criador de todas as possibilidades.
Durante a Grande Música dos Ainur, Melkor tentou alterar a Música e introduziu o que acreditava ser elementos puramente de seu próprio projeto. Como parte desses esforços, ele desenhou a vontade de muitos Ainur mais fracos que ele, criando um oposto à tema principal de Eru. Ironicamente, essas tentativas não subverteram verdadeiramente a música, mas somente elaboraram intenções originais de Eru: sua música assumiu profundidade e beleza, precisamente por causa das discórdias e tristezas de Melkor desarmonizadas (e sua retificação) introduzidas.
Desde a Grande Música dos Ainur manteve-se como modelo durante toda história e toda criação material no ciclo da Terra Média (foi cantada pela primeira vez antes do Tempo, e então o universo foi feito à sua imagem), houve um aspecto de que tudo na Terra Média veio da influência maligna de Melkor; tudo tinha sido "corrompido". Tolkien elaborou sobre isso no Anel de Morgoth, fazendo uma analogia entre o Um Anel, em que Sauron comprometeu muito de seu poder, e todos de Arda – "Anel de Morgoth" – que contém e estão corrompidos pelo resíduo do poder de Melkor até a recomposição do mundo.

### Quenta Silmarillion
Após a criação, muitos Ainur entraram em Eä. Os mais poderosos deles foram chamados de Valar, ou Poderes do Mundo; os menores, que atuaram como seus seguidores e assistentes, foram os Maiar. Eles imediatamente ordenaram o universo e Arda dentro dele, de acordo com os temas de Eru como melhor que os entendia. Melkor e seus seguidores entraram também em Eä, mas ele estava frustrado por seus colegas não irem reconhecê-lo como líder do novo reino, apesar de ter uma parcela maior de conhecimento e poder do que todo o resto. Na raiva e vergonha, começou a estragar e desfazer tudo o que os outros fizeram.
Cada um dos Valar foi atraído a um aspecto particular do mundo que se tornou o foco de seus poderes. Melkor foi atraído a extremos terríveis e violência - frio amargo, calor escaldante, terremotos, destruição, quebras, completa escuridão, luz ardente, etc.. Seu poder era tão grande que a princípio os Valar foram incapazes de contê-lo; ele, sozinho, sustentou com a força coletiva de todos os Valar. Arda nunca pareceu alcançar uma forma estável até o Vala Tulkas entrar em Eä e desequilibrar a balança.
Expulso por Tulkas, Melkor pairava na escuridão nos confins de Arda até um momento oportuno chegar quando Tulkas estava distraído. Melkor reentrou em Arda e atacou e destruiu as Duas Lâmpadas, que na época eram as únicas fontes de luz. Arda foi mergulhada na escuridão, e a ilha de Almaren, a primeira casa dos Valar na Terra, foi destruída na violência da queda das lâmpadas.
Após a queda das Lâmpadas, os Valar retiraram-se para a terra de Aman, no extremo oeste. O país onde se estabeleceram foi chamado Valinor, que foi altamente fortificado. Melkor realizou domínio sobre a Terra Média de sua fortaleza em Utumno no Norte. Seu primeiro reino terminou após os elfos, os mais velhos dos filhos de Ilúvatar, acordarem às margens do Cuiviénen, e os Valar resolverem resgatá-los de sua malícia. Os Valar travaram uma guerra devastadora contra Melkor, e destruirão Utumno. Ele foi amarrado com uma corrente especialmente forjada, Angainor, e levado para Valinor, onde foi preso nos Salões de Mandos por três eras.
Na narração publicada em O Silmarillion, Melkor havia capturado um número de elfos antes dos Valar atacarem, e ele os torturou e os corrompeu, criando os primeiros Orcs. Outras versões da história (escritas antes e depois do texto publicado) descrevem Orcs como corrupções dos homens, ou, alternativamente, como seres sem alma animados unicamente pela vontade de seu senhor do mal. Esta última versão ilustra a ideia de Morgoth dispersar-se no mundo que ele danificou.
Após a sua libertação, Melkor foi levado para Valinor, embora alguns dos Valar desconfiassem dele. Ele fez um pretexto de humildade e virtude, mas secretamente conspirou danos nos Elfos, cujo despertar ele culpou por sua derrota. Os Noldor, a maioria qualificada de três tribos de elfos que tinham vindo para Valinor, eram mais vulneráveis a suas tramas, já que ele tinha muito conhecimento de que eles eram avidamente procurados, e ao mesmo tempo instruindo-os também despertou inquietação e descontentamento entre eles. Quando os Valar se tornaram cientes disto mandaram Tulkas prendê-lo, mas Melkor já tinha fugido. Com o auxílio de Ungoliant, um espírito escuro, sob a forma de uma aranha monstruosa, ele destruiu as Duas Árvores de Valinor, matou o Rei dos Noldor, Finwë, e roubou as três Silmarils, jóias feitas por seu filho Fëanor, que foram preenchidos com a luz das Árvores. Por isso Fëanor chamou-lhe de Morgoth, "O Inimigo Negro do Mundo", e os Eldar o conheceram por esse nome posteriormente.
Morgoth retomou seu governo no norte da Terra Média, desta vez em Angband, uma fortaleza menor do que Utumno, mas não completamente destruída. Ele a reconstruiu, e a levantou acima do triplo-pico vulcânico de Thangorodrim. Ele colocou as Silmarils em uma coroa de ferro, que usava em todos os momentos. Fëanor e a maioria dos Noldor o perseguiu, ao longo do caminho matando seus parentes Teleri e incorrendo a Maldição de Mandos. Ao chegarem em Beleriand, a região da Terra Média mais próxima de Angband, os Noldor estabeleceram reinos e fizeram guerras contra o inimigo. Logo depois, o Sol e a Lua surgiu pela primeira vez, e os homens despertaram se eles não tivessem feito isso. As principais batalhas da guerra que se seguiram incluíam a Dagor-nuin-Giliath (Batalha sob as Estrelas, travada antes do primeiro nascer da lua), Dagor Aglareb (Batalha Gloriosa), Dagor Bragollach (Batalha da Chama Súbita) em que o antigo cerco de Angband foi quebrado, e a batalha de Nirnaeth Arnoediad (Lágrimas Incontáveis) quando os exércitos dos Noldor e os homens aliados com eles foram derrotados e os homens do Oriente juntaram-se a Morgoth. Ao longo das próximas décadas, Morgoth destruiu os restantes reinos élficos, reduzindo o seu domínio a uma ilha na Baía de Balar na qual muitos refugiados fugiram, e um pequeno povoado nas Bocas de Sirion ficaram sob a proteção de Ulmo.
Antes de Nirnaeth Arnoediad, o homem Beren e a elfa Lúthien, filha de Thingol, entraram em Angband e recuperaram uma silmaril da coroa de Morgoth. Ela foi herdada por sua neta Elwing, que se juntou aos que habitavam nas Bocas de Sirion. Seu marido Eärendil, usando a silmaril em sua testa, navegou através do mar para Valinor, onde lutou com os Valar para libertar a Terra Média de Morgoth.
Durante a guerra seguinte de Wrath, Beleriand e grande parte do norte da Terra Média foi destruída e remodelada. No final, Morgoth foi totalmente derrotado, e seus exércitos foram quase totalmente abatidos. Os dragões foram quase todos destruídos, e Thangorodrim foi destruída quando Eärendil matou o maior dos dragões, Ancalagon, o Negro, que caiu em cima dele quando ele caiu. Os poucos dragões restantes se espalharam, e um grupo de Balrogs sobreviventes esconderam-se nas profundezas da terra. Morgoth fugiu para o poço mais profundo e implorou por perdão, mas seus pés foram-lhe cortados, sua coroa foi transformada em uma coleira, e ele estava acorrentado, mais uma vez com Angainor. Os Valar exilaram-no permanentemente do mundo, o empurrando pela Porta da Noite ao vazio, o excluindo de Arda até o profetizado Dagor Dagorath, quando iria encontrar sua destruição final. Seu mal permaneceu, no entanto, como "Arda Desfigurada", e sua vontade influenciou todas as criaturas vivas.

### Os Filhos de Húrin
Este livro é uma versão mais completa de uma história resumida no Quenta Silmarillion. Húrin e seu irmão mais novo Huor foram os líderes da Casa de Hador, uma das três irmãs de amigos dos elfos. Em Nirnaeth Arnoediad eles cobriram a fuga de Turgon de Gondolin, sacrificando o seu exército e a si mesmos. Huor foi morto, mas Húrin foi levado perante Morgoth vivo. Como vingança por sua ajuda para Turgon e seu desafio, Morgoth amaldiçoou Húrin e seus filhos, o prendeu em um lugar acima de Thangorodrim e o forçou a testemunhar tudo o que aconteceria (usando a longa visão do próprio Morgoth) com seus filhos nos anos seguintes. Há poucas informações adicionais sobre Morgoth neste livro, exceto no encontro com Húrin, que é definido de forma mais detalhada do que em O Silmarillion e em uma narrativa mais conectada do que em Contos Inacabados. Ele dá a primeira alusão à corrupção de homens por Morgoth logo após o despertar, e a afirmação pelo próprio de que seu poder sobre toda a Terra através da "sombra de meu propósito".

## O Culto de Melkor
Após sua derrota, seu tenente Sauron gradualmente reuniu muitos dos servos de Morgoth para sua própria causa, e durante a Segunda Era estabeleceu-se na terra de Mordor. Sauron não tinha a força bruta e malícia de seu mestre, mas ele era muito mais esperto, e seduziu muitos a sua fidelidade com mentiras e falsas promessas. Na Segunda Era, Sauron usou repetidamente sua fama entre os Homens como outrora tenente de Morgoth se retratar como representante dele e, assim, ganhar a lealdade de adoradores de seu antigo mestre. Da mesma forma, em Númenor após sua captura, Sauron tornou-se muito poderoso seduzindo Ar-Pharazôn à adoração de Melkor, o estabelecimento de um culto em que era natural que, como principal ex-discípulo, ele se tornou sumo sacerdote. Esse culto explorou o medo númenoriano da morte, alegando que o sacrifício humano a Melkor concederia os Homens de Númenor imortalidade. Na realidade, no afastamento de Eru e os Valar eles só diminuíram mais rapidamente. Sauron usou esta religião entre os seus meios de incentivar a invasão de Valinor, o que resultou na destruição de Númenor por Eru. Na Terceira Era, Sauron veio mais vezes a propor a si mesmo, ao invés de seu mestre, como objeto de culto a seus servos e súditos, mas no seu orgulho também retratou-se como Morgoth retornado quando era mais conveniente para ele fazê-lo.

## Desenvolvimento do personagem e da história
Nas primeiras versões das histórias de Tolkien, Melkor/Morgoth não era visto como o mais poderoso Ainu. É descrito sendo igual em poder a Manwë, chefe dos Valar em Arda. Mas seu poder aumentou em revisões posteriores da história até que ele se tornou o mais poderoso Ainu, e em um ensaio posterior era mais poderoso do que todos os Valar juntos. Desenvolveu-se a partir de um destaque entre seus iguais como um ser tão poderoso que os outros seres criados não poderiam derrotá-lo totalmente.
Ao longo do tempo, Tolkien alterou tanto a concepção deste Ainu caído quanto seu nome. O nome dado por Fëanor (Morgoth) esteve presente desde as primeiras histórias. Também foi durante muito tempo chamado de Melko. Tolkien oscilou sobre a equivalente Sindarin deste, que apareceu como Belcha, Melegor e Moeleg. O significado do nome também variou, relacionado em tempos diferentes para milka ("ganancioso") ou velka ("chama"). Da mesma forma as traduções em inglês antigo concebidas por Tolkien se diferem em sentido: Melko é apresentado como Orgel ("Orgulho") e Morgoth como Sweart-ós ("Deus Negro"). Uma vez foi-lhe dado uma esfera de interesse particular: no início do Conto de Turambar Tinwelint (precursor de Thingol) o nomeia a "Vala de Ferro".
Grande parte do texto publicado em O Silmarillion foi elaborado anteriormente, mais completamente escrito, rascunhos da mitologia — e, portanto, reflete a concepção mais antiga do poder de Morgoth; há menos discussão de seu estrago a todos de Arda diluindo-se ao longo dela. Em outras seções, como o projeto da década de 1950 usado para Ainulindalë, a implicação do seu poder penetrante permanece claro. Enquanto não incluído no Silmarillion publicado, outras versões da mitologia sustentam que Melkor vai escapar a guarda de Eärendil e voltar no final dos tempos. Na batalha final, Melkor será morto por Túrin Turambar com sua famosa espada negra.